# Biquefarre
Biquefarre è un film francese del 1983 diretto da Georges Rouquier.

## Riconoscimenti
- Leone d'argento - Gran premio della giuria al Festival di Venezia 1983